# 戴仁 (嘉靖進士)
戴仁（1507年—？），字行父，四川保寧府劍州江油縣人，明朝政治人物。民籍，治《詩經》。

## 生平
二月初七日生，行一，由國子生中式四川鄉試第六十三名舉人，會試中式第六十四名。年三十五歲中式嘉靖二十年辛丑科第三甲第一百七十名進士。

## 家族
曾祖戴勝剛；祖戴金；父戴榮；母羅氏；繼母李氏。具慶下，妻葉氏，弟佶；位。